# أحمد جمعة (لاعب كرة قدم بحريني)
أحمد جمعة هو لاعب كرة قدم بحريني، ولد في 8 أكتوبر 1992 في المنامة في البحرين. لعب مع نادي الحالة.

## وصلات خارجية
- أحمد جمعة على موقع قاعدة بيانات كرة القدم.إي يو (الإنجليزية)
- أحمد جمعة على موقع ناشيونال فوتبول تيمز (الإنجليزية)
- أحمد جمعة على موقع Soccerway.com (الإنجليزية)
- أحمد جمعة على موقع عالم كرة القدم.نت (الإنجليزية)
- أحمد جمعة على موقع كووورة